# ГЕС Kyeeon Kyeewa
ГЕС Kyeeon Kyeewa — гідроелектростанція на заході М'янми. Знаходячись після ГЕС Mone Chaung, становить нижній ступінь каскаду на річці Mone Chaung, правій притоці Іраваді (одна з найбільших річок Південно-Східної Азії, що впадає кількома рукавами до Андаманського моря та Бенгальської затоки).
У межах проекту річку перекрили земляною греблею заввишки 50 метрів, яка утримує витягнуте на 30 км водосховище з площею поверхні 33 км2 та об'ємом 571 млн м3.
Через два водоводи з діаметрами 5,5 метра ресурс подається до пригреблевого машинного залу, де встановлено дві турбіни типу Френсіс потужністю по 37 МВт. Вони використовують напір у 34 метри та забезпечують виробництво 370 млн кВт-год електроенергії на рік.
Видача продукції відбувається по ЛЕП, розрахованій на роботу під напругою 132 кВ.